# Leonid Iwanowitsch Popow
Leonid Iwanowitsch Popow (russisch Леонид Иванович Попов, wiss. Transliteration Leonid Ivanovič Popov; * 31. August 1945 in Oleksandrija, Oblast Kirowohrad, Ukrainische SSR) ist Pilot und ehemaliger sowjetischer Kosmonaut ukrainischer Nationalität.

## Raumfahrertätigkeit
Nachdem Leonid Popow 1968 die Höhere Militärfliegerpilotenschule in Tschernigow besuchte, wurde er vom Juri-Gagarin-Kosmonautentrainingszentrum am 27. April 1970 als Kosmonaut ausgewählt. Nach seiner Kosmonautengrundausbildung besuchte er die Militärakademie der Luftstreitkräfte in Monino, die er nach erfolgreichem Abschluss 1976 verließ. Popow war Ersatzmann für die Missionen Sojus 22 (1976) und Sojus 32 (1979), bevor er 1980 als Kommandant der vierten Stammbesatzung der Saljut 6 mit Sojus 35 zum ersten Mal zum Einsatz kam. Nach fast 185 Tagen Aufenthalt kehrte der Pilot zusammen mit Bordingenieur Waleri Rjumin mit Sojus 37 zur Erde zurück. Seinen zweiten Flug ins All führte Popow als Kommandant der elften Gastmannschaft von Saljut 6 1981 mit Sojus 40 als Zubringerraumschiff durch. Zum letzten Mal flog der Pilot mit Sojus T-7 als Kommandant der zweiten Gastmannschaft der Raumstation Saljut 7; die Rückkehr erfolgte mit Sojus T-5. Am 13. Juni 1987 schied Leonid Popow aus dem Kosmonautencorps aus.

## Militärische Laufbahn
Popow besuchte die Militärakademie des Generalstabes der Streitkräfte der UdSSR "K.J. Woroschilow" in Moskau, wo er 1989 graduierte. Kurz darauf wurde der Pilot 1989 Leiter der 4. Hauptabteilung der Luftstreitkräfte im sowjetischen Verteidigungsministerium. 1995 schied Popow aus dem aktiven Militärdienst aus. Seitdem bekleidet er den Rang eines Generalmajors der Reserve der russischen Luftstreitkräfte.
Popow ist verheiratet und hat zwei Kinder.